# BSV Wulfen
Der BSV Wulfen ist ein Basketballverein aus dem Ortsteil Wulfen von Dorsten im südlichen Münsterland, dessen Herrenmannschaft in der ersten Regionalliga spielt (Stand 2019). Von 2010 bis 2013 spielte die Truppe in der Nordstaffel der 2. Bundesliga ProB.

## Geschichte
Innerhalb des 1. SC Blau Weiß Wulfen wurde 1969 eine Basketballsparte gegründet, aus der 1980 der BSV Wulfen hervorging. Ab 1987 spielte die Herrenmannschaft in der ersten Regionalliga. In der Regionalligasaison 2009/10 profitierte der BSV Wulfen als Dritter vom Verzicht des Regionalliga-Vizemeisters Grevenbroich Elephants auf den Aufstiegsplatz und stieg unter der Leitung von Trainer Philipp Kappenstein erstmals in die 2. Bundesliga ProB (Nordstaffel) auf.

## Saison 2010/11
Mit einem 67:59-Heimsieg gegen die Zweitvertretung von ALBA Berlin sicherte sich der BSV Wulfen am drittletzten Spieltag der Saison den vorzeitigen Klassenerhalt und zog in seiner ersten Zweitligasaison in die Playoffs ein. Durch einen 70:69-Heimsieg am letzten Spieltag der Saison gegen die Uni-Riesen Leipzig gelang dem BSV Wulfen gar der Sprung auf Platz 5. In der ersten Playoffrunde traf der BSV Wulfen auf den Tabellenvierten der Pro B Süd, den hessischen Vertreter Licher BasketBären.
Im ersten Playoffspiel im Modus verlor der BSV Wulfen auswärts deutlich mit 56:75. Das zweite Spiel konnte jedoch mit 81:77 zugunsten des BSV Wulfen entschieden werden, sodass es zu einem entscheidenden dritten Spiel im hessischen Lich kam. In Spiel 3 lag der BSV Wulfen zur Pause schon aussichtslos mit 28:49 im Hintertreffen und konnte, trotz großem Kampf in Halbzeit zwei, nicht ins Viertelfinale der Playoffs einziehen. Lich gewann das dritte Spiel mit 96:85 und die Serie mit 2:1.
Dennoch werteten alle Verantwortlichen des Vereins die erste Zweitligasaison, mit dem vorzeitigen Klassenerhalt, als vollen Erfolg.
Kurz nach dem Ende der Saison musste BSV-Trainer Philipp Kappenstein dem Verein, nach drei erfolgreichen Jahren aus beruflichen Gründen, für die neue Saison absagen. Als neuer Trainer wurde Thorsten Morzuch vorgestellt.

## Saison 2011/12
Seit der Saison 2011/12 läuft das ProB-Team des BSV Wulfen bei Auswärtsspielen unter dem Namen BSV Münsterland Baskets Wulfen auf. Der Namenszusatz demonstriert die Identität mit der Region, dem Münsterland. Hierzu wurde zusätzlich ein abgeändertes Logo entworfen.
Nach 11 absolvierten Spielen der Saison gab Thorsten Morzuch, aus beruflichen und gesundheitlichen Gründen, völlig überraschend seinen Rücktritt vom Traineramt bekannt. Die Verantwortlichen des Vereins entschieden daraufhin vorerst mit Co-Trainer Sebastian Borgmann die restliche Saison als Headcoach bestreiten zu wollen.
In der Weihnachtspause verstärkten sich die Münsterland Baskets mit dem amerikanischen Pointguard Rodriguez Sherman. Der erst zu Beginn der Saison verpflichtete Youngster David Feldmann verließ im Zuge dessen den Verein.
Am vorletzten Spieltag der Saison sicherten sich die Münsterland Baskets vorzeitig den Klassenerhalt. Durch eine deutliche 66:82-Heimniederlage, gegen den designierten ProB-Nord-Meister UBC Hannover Tigers am letzten Spieltag, verpasste die BSV Münsterland Baskets Wulfen einen der Playoff-Plätze. Die Saison wurde auf dem 9. Tabellenplatz beendet, der den direkten Klassenerhalt sicherte, jedoch weder zu Playoff- noch zu Playdown-Spielen qualifizierte. In der Saison 2012/13 bestreiten die Münsterland Baskets somit ihre 3. Zweitliga-Saison.
Nach Ende der Saison gab Wulfens Headcoach Sebastian Borgmann, der erst im Laufe der Saison zum Headcoach "aufgestiegen" war, aus beruflichen Gründen seinen Rücktritt vom Traineramt bekannt. Zudem gab der 20-jährige Flügelspieler Thomas Reuter seinen Wechsel zur Washington State University bekannt.
Im März 2012 gaben die Verantwortlichen des BSV Wulfen die Verpflichtung des ehemaligen Bundesliga-Spielers Heimo Förster, für die Saison 2012/13, als Headcoach bekannt.

## Saison 2012/13
Unter Headcoach Heimo Förster wurde die Mannschaft auf vielen Positionen verändert. Wie auch im Vorjahr fand sich das Team die gesamte Saison im unteren Drittel der Tabelle wieder.
Innerhalb des Kaders wurden im Laufe der Saison mehrere Veränderungen vorgenommen, doch sportlich folgte kein Aufschwung. Am Ende der Hauptrunde belegte die Mannschaft den 11. und damit vorletzten Tabellenplatz der Pro B Nord. In der Abstiegsrunde 2012/2013 konnte die Mannschaft den Klassenerhalt nicht sicherstellen und stand bereits vor dem letzten Spieltag der Runde als sportlicher Absteiger fest. Damit trat die Mannschaft ab der Saison 2013/2014 wieder in der 1. Regionalliga West an.

## Ab 2013
Zur Saison 2013/14 übernahm der bisherige Kapitän Maik Berger das Traineramt. In der Saison 2015/16 stieg der BSV in die zweite Regionalliga ab, damit ging auch Bergers Amtszeit in Wulfen zu Ende.
Im Frühjahr 2016 konkretisierten sich Pläne einer Fusion zwischen dem BSV und der BG Dorsten. Auf einer Vereinssitzung im November 2016 stimmten die anwesenden BSV-Mitglieder jedoch mehrheitlich gegen die davor notwendige Satzungsänderung, das Zusammengehen der beiden Vereine wurde folglich nicht verwirklicht.
Ende April 2018 wurde mit Predrag Radanovic der neue Trainer der Wulfener Herrenmannschaft (2. Regionalliga) vorgestellt, der Marsha Owusi-Gyamfi ablöste, die zwei Jahre lang dieses Amt ausübte. Radanovic führte die Mannschaft im Frühjahr 2019 zum Meistertitel und somit zum Wiederaufstieg in die 1. Regionalliga. Mit Gary Johnson wurde im Mai 2019 ein neuer Trainer verpflichtet, die Mannschaft erhielt unter anderem Verstärkung durch Hendrik Bellscheidt, einen Rückkehrer mit Zweitligaerfahrung. Da die Saison 2019/20 aufgrund der Ausbreitung des Coronavirus SARS-CoV-2 vorzeitig beendet wurde, stand die Abschlusstabelle schon Mitte März 2020 fest: In dieser belegte der BSV mit zehn Siegen und 15 Niederlagen den zehnten Platz. Erfolgreichster Korbschütze der Mannschaft war 2019/20 der US-Amerikaner Bryant Allen mit einem Punkteschnitt von 23,1 pro Begegnung.
In der Saison 2021/22 wurde der BSV zum vierten Mal in der Vereinsgeschichte WBV-Pokalsieger. In der 1. Regionalliga West wurde die Mannschaft Zweiter der Hauptrunde und zog in die Endspiele um die Meisterschaft ein. Im Sommer 2023 trat der frühere Spieler Romeo Bakoa (Bochum, Wulfen, Münster, Dorsten) und vorherige Co-Trainer beim BSV die Stelle des Sportlichen Leiters an, die nach dem Tod von Volker Cornelisen seit Februar 2022 unbesetzt gewesen war.

## Erfolge
WBV-Pokalsieger der Herren (1991, 2004, 2010, 2022)
Aufstieg in die 2. Bundesliga ProB Nord (2010)

## Trainerchronik
| Amtszeit        | Trainer                        |
| --------------- | ------------------------------ |
| 1978–1981       | Jürgen Boffen                  |
| 1981            | Karl Kaschebath                |
| 1981            | Hubert Schürmann/Joachim Donat |
| 1982            | Wolfgang Westhues              |
| 1982–1984       | Peter Jablonowski              |
| 1983–1984       | Josef Dehling                  |
| 1984–1989       | Jürgen Boffen                  |
| 1989–1990       | Chris Kyriasoglou              |
| 1990–1995       | Tomislav Bevanda               |
| 1995–1996       | Christian Kleinschmidt         |
| 1996–1998       | Volker Cornelisen              |
| 1998–2001       | Rob Stearns (Spielertrainer)   |
| 2001–2002       | Martin Wetzel                  |
| 2002–2003       | Frank Berkel                   |
| 2003–2007       | Markus Zöllner                 |
| 2007–09/2007    | Dirk Altenbeck                 |
| 09/2007–2008    | Rob Stearns                    |
| 2008–2011       | Philipp Kappenstein            |
| 04/2011–11/2011 | Thorsten Morzuch               |
| 11/2011–2012    | Sebastian Borgmann             |
| 2012–2013       | Heimo Förster                  |
| 2013–2016       | Maik Berger                    |
| 2016–2018       | Marsha Owusu Gyamfi            |
| 2018–2019       | Predrag Radanovic              |
| seit 2019       | Gary Johnson                   |